# Jim Lemon
Jim Lemon (Belfast, 6 gennaio 1949) è un ex calciatore nordirlandese, di ruolo centrocampista.

## Carriera
Nativo di Belfast, emigrò in giovane età in Australia, dove giocò a rugby a 13, per poi tornare in patria da ragazzo. In patria si dedicò al calcio formandosi dapprima nel Dundonald Boys High School e poi nelle riserve del Glentoran. In Irlanda del Nord militò in numerose squadre, il Distillery, il Dundela, il Larne, il Linfield, il Carrick Rangers ed infine nel Glenavon, club nel quale chiuse la carriera agonistica. In patria si distinse per il carattere eccentrico e provocatorio.
Nell'estate 1975 mentre è negli Stati Uniti d'America per trovare il fratello maggiore Noel, già calciatore dei Philadelphia Spartans e dirigente di vari club statunitensi, effettua un provino con i Philadelphia Atoms, franchigia della NASL, che però fallisce. La settimana seguente il fratello, leggendo i giornali, viene a sapere che nei Chicago Sting si era infortunato un giocatore ed allora Lemon si propose, venendo così ingaggiato. Con la squadra di Chicago non riuscì ad accedere ai playoff per il titolo della stagione 1975.
Pur potendo prolungare il contratto Lemon tornò in patria per seguire la moglie, ammalata di cancro, che poi morì all'età di trent'anni.
In Europa giocò con gli irlandesi dello Sligo Rovers, società nella quale accettò di militare in cambio della possibilità, accordatagli dall'allenatore Billy Sinclair, di lasciare immediatamente il club in caso di una chiamata dall'America, torna agli Sting nella North American Soccer League 1977, con cui non riesce a superare la prima fase del torneo.
Negli Stati Uniti d'America militerà anche nei N.J. Americans, franchigia dell'American Soccer League, con non supererà la fase a gironi del torneo 1979. Negli Stati Uniti si dedicherà anche all'indoor soccer, militando nella franchigia MISL del Philadelphia Fever per due stagioni.
Lasciato il calcio giocato, avrà una breve e negativa esperienza alla guida del Tobermore United.